# Stichopus naso
Stichopus naso is een zeekomkommer uit de familie Stichopodidae.
De wetenschappelijke naam van de soort werd in 1868 gepubliceerd door Karl Semper.